# Aidé Cuero Muñoz
Aidé Euclides Cuero Muñoz (ur. 9 września 1994) – kolumbijska zapaśniczka. Zajęła 22. miejsce na mistrzostwach świata w 2015. Srebrna medalistka mistrzostw Ameryki Południowej w 2012 roku.
Jej bracia Jaír Cuero Muñoz i Úber Cuero Muñoz są również zapaśnikami.